# Administração participativa
[carece de fontes?]
A administração participativa (ou gestão participativa), é um modelo de gestão contemporâneo e atual no qual enfatiza as pessoas que fazem parte da organização. De acordo com Maramaldo (1989, p, 60), a administração participativa é o conjunto harmônico de sistemas, condições organizacionais e comportamentos gerenciais que provocam e incentivam a participação de todos no processo de administrar. Vislumbrando através dessa participação o comprometimento com os resultados (eficiência, eficácia e qualidade), não deixando a organização apresentar desqualificação.
Buscando criar estruturas descentralizadas, a administração participativa prega que o relacionamento cooperativo se torna uma ferramenta essencial para superar conflitos internos nos processos produtivos, gerando mudanças nas relações de trabalho.
De acordo com Santos et al. (2001), antes de se implantar a Gestão Participativa em uma empresa faz-se necessário alinhar três aspectos, sendo estes:
- Sistemas (produção, comercialização, recursos humanos, administração e finanças, entre outros): havendo conflitos de estilos diferentes de gestão entre esses sistemas, o grau de dificuldade de implantar a gestão participativa em uma empresa aumenta;
- Condições organizacionais: é necessário flexibilizar a estrutura organizacional com menor número de níveis hierárquicos além de normas mais adaptáveis;
- Comportamentos gerenciais: o bom relacionamento da chefia com subordinados é o principal ponto da relação participativa, pois eles serão os mobilizadores das pessoas para que esse processo participativo aconteça. Sendo assim, a administração participativa enxerga a organização como um sistema, pois avalia a organização na sua totalidade sem fragmentá-la em setores.

## Vantagens da administração participativa
A administração participativa por apresentar a participação e contribuição dos membros, substitui o fluxo unidirecional onde o gestor decide, planeja e manda, gerando diversas vantagens como:
- Ideias diferentes sobre o mesmo assunto: o gestor tem a possibilidade de escolha diante da colaboração de todos, sendo cada um especialista na sua área de atuação, tendo visões e níveis de conhecimento diferentes, podem passar uma visão mais clara e técnica gerando alternativas e proporcionando mais facilidade para o alcance dos objetivos;
- Conhecimento da empresa: pessoas que conhecem bem as organizações onde trabalham e conhecem bem a parte operacional da empresa, sua forças e fraquezas, possuem um saber de grande valia, e esse conhecimento deve ser considerado, pois as partes se somam e oferecem ao gestor a possibilidade de tomar a melhor decisão;
- Comprometimento com os resultados: a administração participativa além de colaborar com o processo as pessoas se comprometem com os resultados, pois o trabalho por ser coletivo requer o empenho de todos, gerando aumento de motivação e sinergia das equipes;
- Crescimento das pessoas: no processo participativo, uns aprendem com os outros. sendo, assim um crescimento coletivo, onde o trabalho é executado por profissionais em constante desenvolvimento.

Portanto, como evidencia Maximiano (1995), a administração participativa faz parte de um modelo de gestão que potencializa as competências presentes nas pessoas que integram o quadro de funcionários dentro de uma organização (capital humano), alinhando os objetivos pessoais e organizacionais, gera uma maior produção e satisfação pela responsabilidade individual sobre a produção e o serviço que desempenham.